# Coffeatea

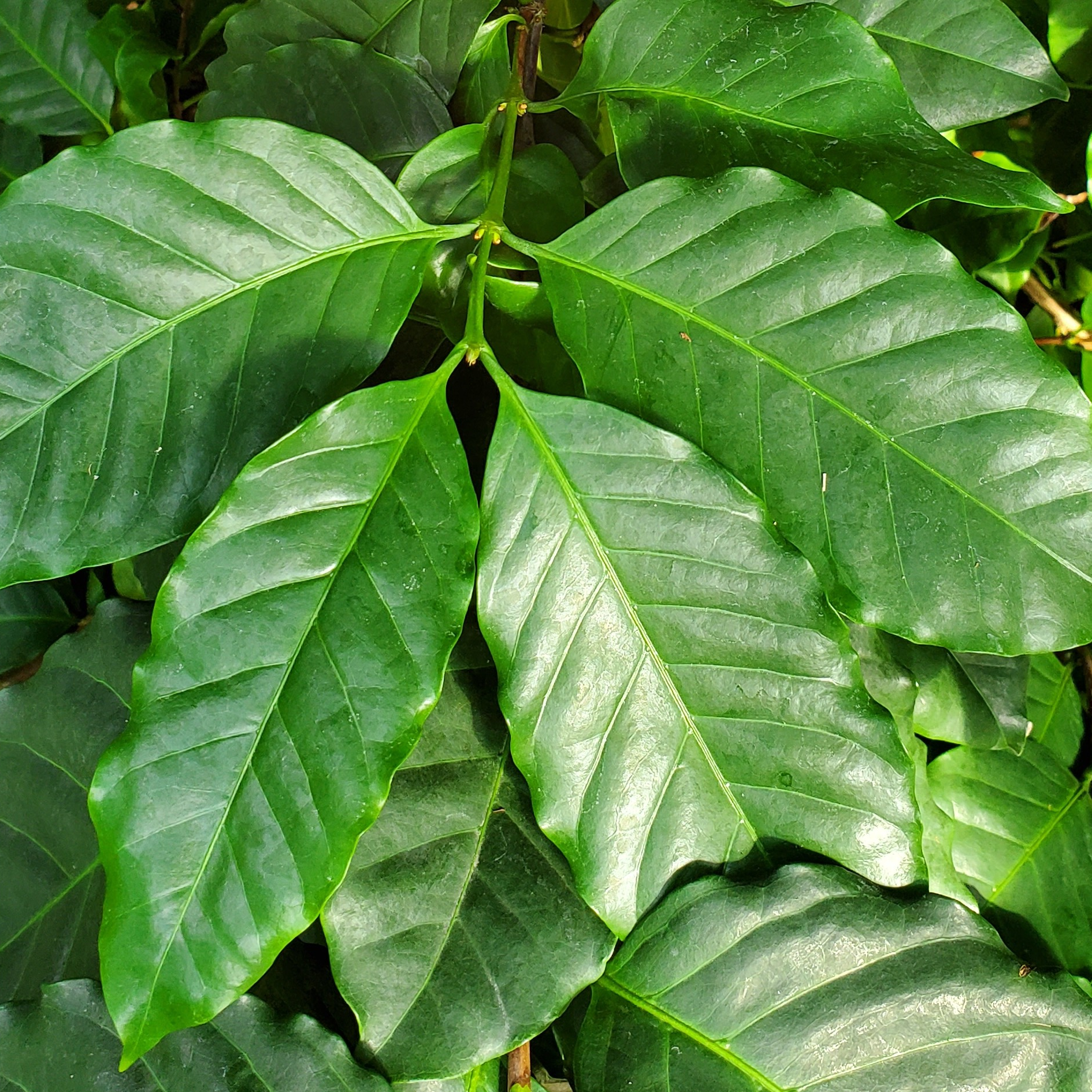
Kaffeeblätter

Coffeatea (Coffea wissenschaftl. Bezeichnung der Kaffeepflanze; tea engl. für Tee) auch coffee-leaf tea, ist ein teeähnliches Aufgussgetränk aus den Blättern der Kaffeepflanze.

## Definition
Coffeatea ist ein teeähnliches Aufgussgetränk bzw. Kräutertee. Hierunter versteht man ein aromatisches Getränk, das aus getrockneten oder gerösteten Blättern der Kaffeepflanze hergestellt und mit sprudelnd kochendem Wasser übergossen wird. Die entstehende bernsteinfarbene Flüssigkeit ähnelt im Geschmack leicht dem von Grünem Tee, enthält allerdings sowohl weniger Coffein als Kaffee als auch weniger Bitterstoffe als Schwarzer- und Grüner Tee. Coffeatea gehört im Allgemeinen zu den Monokräutertee-Sorten, da er aus den Blättern und Pflanzenteilen nur einer Nichtteepflanze hergestellt wird.

## Herkunft und Geschichte
Coffeatea findet vor allem im Süden des Sudan, in Äthiopien und auf Sumatra Verbreitung. Speziell in Äthiopien hat Coffeatea eine ältere Tradition als der Aufguss aus den gerösteten und gemahlenen Kernen der Kaffeefrucht. Coffeatea gehört hier bereits seit über 1300 Jahren zu den täglichen Genüssen.
Nach einer Legende waren es Mönche, die als Erste einen Aufguss aus den Blättern der Kaffeepflanze herstellten, nachdem sich Hirten bei ihnen beschwert hatten, dass manche ihrer Ziegen, die von einer immergrünen Pflanze gefressen hatten, einfach nicht müde werden wollten. Die Mönche entdeckten so die belebende Wirkung des Coffeatea, durch die sie ihre Gebete bis in die Nacht ausdehnen konnten.
Im 19. Jahrhundert entdeckten dann auch vereinzelt vor allem britische Gelehrte das Getränk als Alternative zu Tee oder Kaffee. Sie berichteten außerdem, dass der Genuss von Coffeatea fast unverzüglich „den Hunger stillt und Müdigkeit vertreibt“.

## Gesundheit
Neuere Studien englischer und französischer Wissenschaftler zeigen, dass der Aufguss aus den Blättern der Kaffeepflanze neben großen Mengen an Antioxidantien auch einen Stoff namens Mangiferin (Chinonin) enthält. Dieser Stoff wirkt laut dieser Studien nicht nur zellschützend, sondern wirkt zudem auch entzündungshemmend, schützend auf Nervenzellen, antidiabetisch und hat einen positiven Einfluss auf den Cholesterinspiegel.